# Баранинская сельская община
Баранинская сельская общи́на (укр.  Баранинська сільська громада) — территориальная община в Ужгородском районе Закарпатской области Украины.
Административный центр — село Баранинцы.
Население составляет 10 787 человек. Площадь — 154,5 км².

## Населённые пункты
В состав общины входит 12 сёл: Баранинцы, Барвинок, Великие Лазы, Глубокое, Долгое Поле, Нижнее Солотвино, Подгорб, Русские Комаровцы, Стрыпа, Цыгановцы, Холмец и Ярок.